# Seezunge Adlon
Seezunge Adlon ist ein Fischgericht, das im Hotel Adlon in Berlin zwischen 1910 und dem Ende des Zweiten Weltkriegs erfunden worden sein soll.
Zur Zubereitung werden Seezungenfilets in Weißwein und Champignonessenz pochiert. Aus der eingekochten Pochierflüssigkeit wird eine leichte Sauce Choron hergestellt und mit ihr der Fisch überzogen. Ergänzt wird das Gericht mit Scampi sowie Trüffelscheiben und Champignonköpfen.